# Keiichi
Keiichi lub Kei'ichi (jap. けいいち, ケイイチ) – męskie imię japońskie.

## Możliwa pisownia
Keiichi można zapisać, używając wielu różnych znaków kanji i może znaczyć m.in.:
- 圭一, „pełen szacunku, jeden”[1]
- 恵一, „błogosławieństwo, jeden”
- 慶一, „rozradowanie, jeden”
- 啓一, „objawiać, jeden”
- 螢一, „fluorescencyjny, jeden”

## Znane osoby
- Keiichi Nanba (圭一), japoński seiyū
- Keiichi Noda (圭一), japoński seiyū
- Keiichi Nozaki (圭一), japoński producent muzyczny
- Keiichi Sigsawa (恵一), japoński autor powieści z gatunku light novel
- Keiichi Sonobe (啓一), japoński seiyū
- Keiichi Suzuki (慶一), japoński kompozytor

## Fikcyjne postacie
- Keiichi Kanejō (圭一), bohater mangi i anime B Gata H Kei
- Keiichi Maebara (圭一), główny bohater serii Higurashi no naku koro ni
- Keiichi Morisato (螢一), główny bohater mangi i anime Oh! My Goddess!
- Keiichi Sumi (圭一), bohater mangi i anime Junjō Romantica
- Keiichi Hiiragi (恵一), bohater serii anime Onegai My Melody